# Scopulariella vaccinii
Scopulariella vaccinii är en svampart som beskrevs av Gjaerum 1971. Scopulariella vaccinii ingår i släktet Scopulariella, divisionen sporsäcksvampar och riket svampar.   Inga underarter finns listade i Catalogue of Life.